# Georges Maurice
Pour les articles homonymes, voir Maurice.
Georges Maurice est un avocat et homme politique français né le 6 août 1881 à Chinon (Indre-et-Loire) et décédé le 17 décembre 1962 à Paris.

## Biographie
Bâtonnier du barreau de Poitiers, il entre très tôt en politique, changeant de lieu d'implantation électorale.
- Conseiller municipal et maire de Sammarçolles de 1908 à 1925
- Adjoint au maire de Poitiers de 1925 à 1927
- Conseiller général de Loudun de 1919 à 1928
- Conseiller général de Mirebeau à partir de 1937

Il est élu sénateur en 1935. Il vote les pleins pouvoirs au maréchal Pétain le 10 juillet 1940. Il participe activement à la Résistance, qui lui vaut d'être déporté à Neuengamme.
À la Libération, il retrouve ses mandats et devient président du Conseil général. Il est redevient sénateur RGR de 1946 à 1958.
Il est nommé secrétaire du Conseil de la République le 13 janvier 1953 et le 4 octobre 1956,.

## Sources
1. ↑  
« 7. — Nomination des vice-présidents, des secrétaires et des questeurs », dans 
« Séance du Mardi 13 Janvier 1953 », Journal officiel de la République française, « Débats parlementaires » (Conseil de la République) no 2,‎ 14 janvier 1953, p. 10 (lire en ligne [PDF], consulté le 24 juillet 2025).
2. ↑  
« 6. — Nomination des secrétaires du Conseil de la République », dans 
« Séance du Jeudi 4 octobre 1956 », Journal officiel de la République française, « Débats parlementaires » (Conseil de la République) no 58,‎ 5 octobre 1956, p. 2030 (lire en ligne [PDF], consulté le 24 juillet 2025).

- « Georges Maurice », dans le Dictionnaire des parlementaires français (1889-1940), sous la direction de Jean Jolly, PUF, 1960 [détail de l’édition]